# Klanjec
Klanjec – miasto w Chorwacji, w żupanii krapińsko-zagorskiej, siedziba miasta Klanjec. W 2011 roku liczyło 567 mieszkańców.

## Geografia
Klanjec leży na obszarze Hrvatskiego zagorja, na południowych stokach Cesargradskiej gory, na wysokości 263 m n.p.m., 55 km na północny zachód od Zagrzebia, nad rzeką Sutlą.

## Historia
Pierwsze historyczne wzmianki o Klanjcu pochodzą z 1463 roku (jako Oppidum Klaniecz). Nad miastem górują ruiny średniowiecznej twierdzy Cesargrad. Klanjec związany był z rodem Erdődych.
Szybszy rozwój miasta miał miejsce po 1857 roku.